# Ouzouer-sous-Bellegarde
Ouzouer-sous-Bellegarde to miejscowość i gmina we Francji, w Regionie Centralnym, w departamencie Loiret.
Według danych na rok 2004 gminę zamieszkiwały 254 osoby, a gęstość zaludnienia wynosiła 22 osoby/km² (wśród 1842 gmin Regionu Centralnego Ouzouer-sous-Bellegarde plasuje się na 885. miejscu pod względem liczby ludności, natomiast pod względem powierzchni na miejscu 1059.).